# Holzdorf (Elster)
Holzdorf is een plaats in de Duitse gemeente Jessen (Elster), deelstaat Saksen-Anhalt, en telt 1.400 inwoners.